# U-368 (tàu ngầm Đức)
U-368 là một tàu ngầm tấn công  Lớp Type VII thuộc phân lớp Type VIIC được Hải quân Đức Quốc Xã chế tạo trong Chiến tranh Thế giới thứ hai. Nhập biên chế năm 1944, nó đã không thực hiện chuyến tuần tra nào, nhưng chỉ thuần túy đảm nhiệm vai trò tàu huấn luyện trong biển Baltic. Sống sót qua cuộc xung đột, U-368 đầu hàng lực lượng Đồng Minh tại Heligoland vào ngày 5 tháng 5, 1945, rồi bị đánh đắm ngoài khơi Ireland trong khuôn khổ Chiến dịch Deadlight vào ngày 17 tháng 12, 1945.

## Thiết kế và chế tạo

### Thiết kế

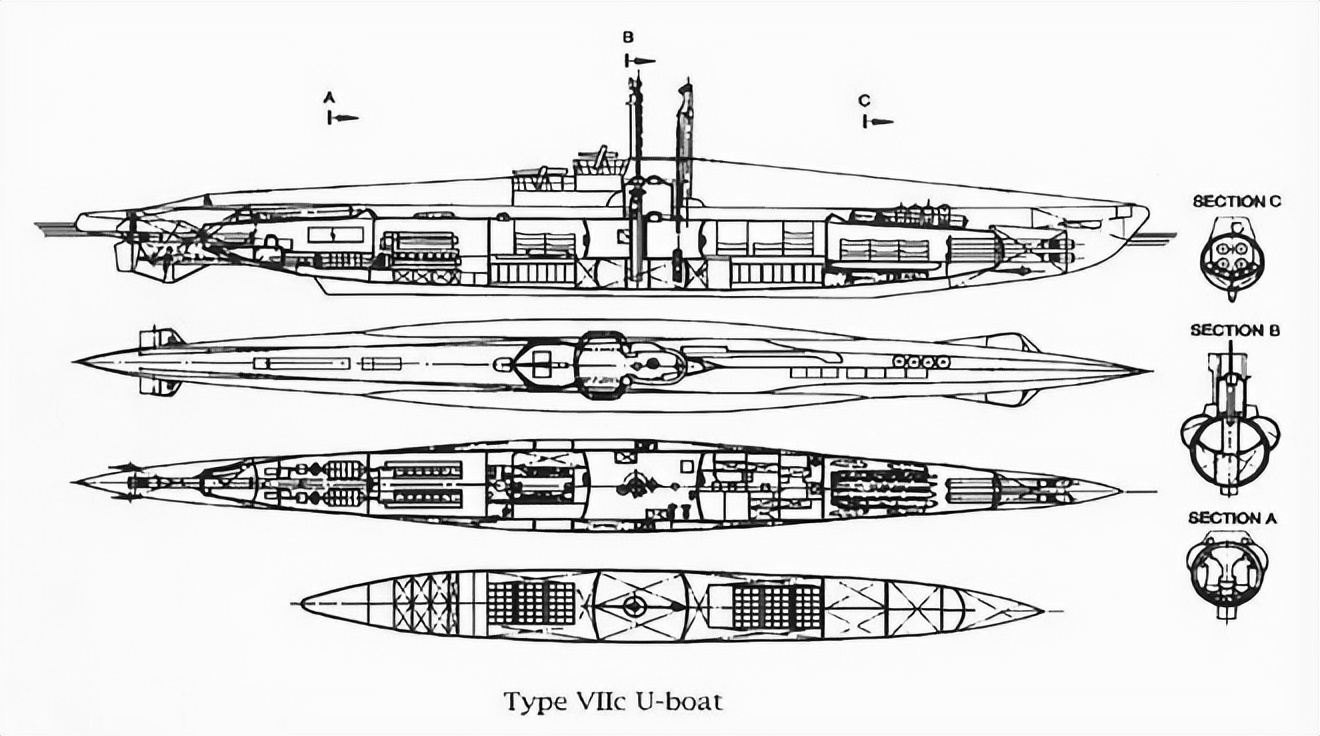
Sơ đồ các mặt cắt một tàu ngầm Type VIIC

Phân lớp VIIC của Tàu ngầm Type VII là một phiên bản VIIB được kéo dài thêm. Chúng có trọng lượng choán nước 769 t (757 tấn Anh) khi nổi và 871 t (857 tấn Anh) khi lặn). Con tàu có chiều dài chung 67,10 m (220 ft 2 in), lớp vỏ trong chịu áp lực dài 50,50 m (165 ft 8 in), mạn tàu rộng 6,20 m (20 ft 4 in), chiều cao 9,60 m (31 ft 6 in) và mớn nước 4,74 m (15 ft 7 in).
Chúng trang bị hai động cơ diesel Germaniawerft F46 siêu tăng áp 6-xy lanh 4 thì, tổng công suất 2.800–3.200 PS (2.100–2.400 kW; 2.800–3.200 bhp), dẫn động hai trục chân vịt đường kính 1,23 m (4,0 ft), cho phép đạt tốc độ tối đa 17,7 kn (32,8 km/h), và tầm hoạt động tối đa 8.500 nmi (15.700 km) khi đi tốc độ đường trường 10 kn (19 km/h). Khi đi ngầm dưới nước, chúng sử dụng hai động cơ/máy phát điện AEG GU 460/8-276 tổng công suất 750 PS (550 kW; 740 shp). Tốc độ tối đa khi lặn là 7,6 kn (14,1 km/h), và tầm hoạt động 80 nmi (150 km) ở tốc độ 4 kn (7,4 km/h). Con tàu có khả năng lặn sâu đến 230 m (750 ft).
Vũ khí trang bị có năm ống phóng ngư lôi 53,3 cm (21 in), bao gồm bốn ống trước mũi và một ống phía đuôi, và mang theo tổng cộng 14 quả ngư lôi, hoặc tối đa 22 quả thủy lôi TMA, hoặc 33 quả TMB. Tàu ngầm Type VIIC bố trí một hải pháo 8,8 cm SK C/35 cùng một pháo phòng không 2 cm (0,79 in) trên boong tàu. Thủy thủ đoàn bao gồm 4 sĩ quan và 40-56 thủy thủ.

### Chế tạo
U-368 được đặt hàng vào ngày 25 tháng 8, 1941, và được đặt lườn tại xưởng tàu của hãng Flensburger Schiffbau-Gesellschaft ở Flensburg vào ngày 20 tháng 8, 1942. Nó được hạ thủy vào ngày 16 tháng 11, 1943, và nhập biên chế cùng Hải quân Đức Quốc Xã vào ngày 7 tháng 1, 1944 dưới quyền chỉ huy của Hạm trưởng, Trung úy Hải quân Wolfgang Schäfer.

## Lịch sử hoạt động
U-368 chỉ đơn thuần đảm nhiệm vai trò tàu huấn luyện trong biển Baltic, thoạt tiên cùng Chi hạm đội U-boat 21, rồi được điều sang Chi hạm đội U-boat 31 từ ngày 1 tháng 3, 1945.
Khi cuộc xung đột  bước vào giai đoạn kết thúc, U-368 đầu hàng lực lượng Đồng Minh tại Heligoland vào ngày 5 tháng 5, 1945, rồi đi đến Wilhelmshaven trước khi được di chuyển sang Loch Ryan, Scotland vào ngày 23 tháng 6. Trong khuôn khổ Chiến dịch Deadlight, chiếc tàu ngầm bị đánh đắm ngoài khơi Ireland vào ngày 17 tháng 12, 1945, tại tọa độ 56°14′B 10°37′T / 56,233°B 10,617°T.